# Cốc Đán
Cốc Đán là một xã thuộc huyện Ngân Sơn, tỉnh Bắc Kạn, Việt Nam.

## Địa lý
Xã Cốc Đán có vị trí địa lý:
- Phía bắc giáp tỉnh Cao Bằng
- Phía đông giáp xã Thượng Ân
- Phía nam giáp thị trấn Vân Tùng và xã Trung Hòa
- Phía tây giáp huyện Ba Bể.

Xã Cốc Đán có diện tích 66,02 km², dân số năm 2019 là 2.389 người, mật độ dân số đạt 36 người/km².
Cốc Đán có tuyến đường liên xã nối đến quốc lộ 3 ở xã Bằng Vân. Các khe suối chảy trên địa bàn xã gồm: suối Bản Pòm, suối Tà Cáy,...

## Di tích - Danh thắng
- Khu di tích lịch sử "Địa điểm Lưu niệm nơi Bác Hồ dừng chân trên đường từ Pác Bó về Tân Trào tháng 5 năm 1945" tại thôn Hoàng Phài[4][5]